# Taboth Cadence
Taboth Cadence est un groupe musical originaire du sud de la Côte d'Ivoire. Les danseuses de Taboth Cadence sont des adeptes du mapouka, danse traditionnelle de la région de Dabou.

## Discographie
- Unité, album sorti en 2005[1]
- Djandjou, album sorti en 2001[2]